# Christian Friedrich Helwing

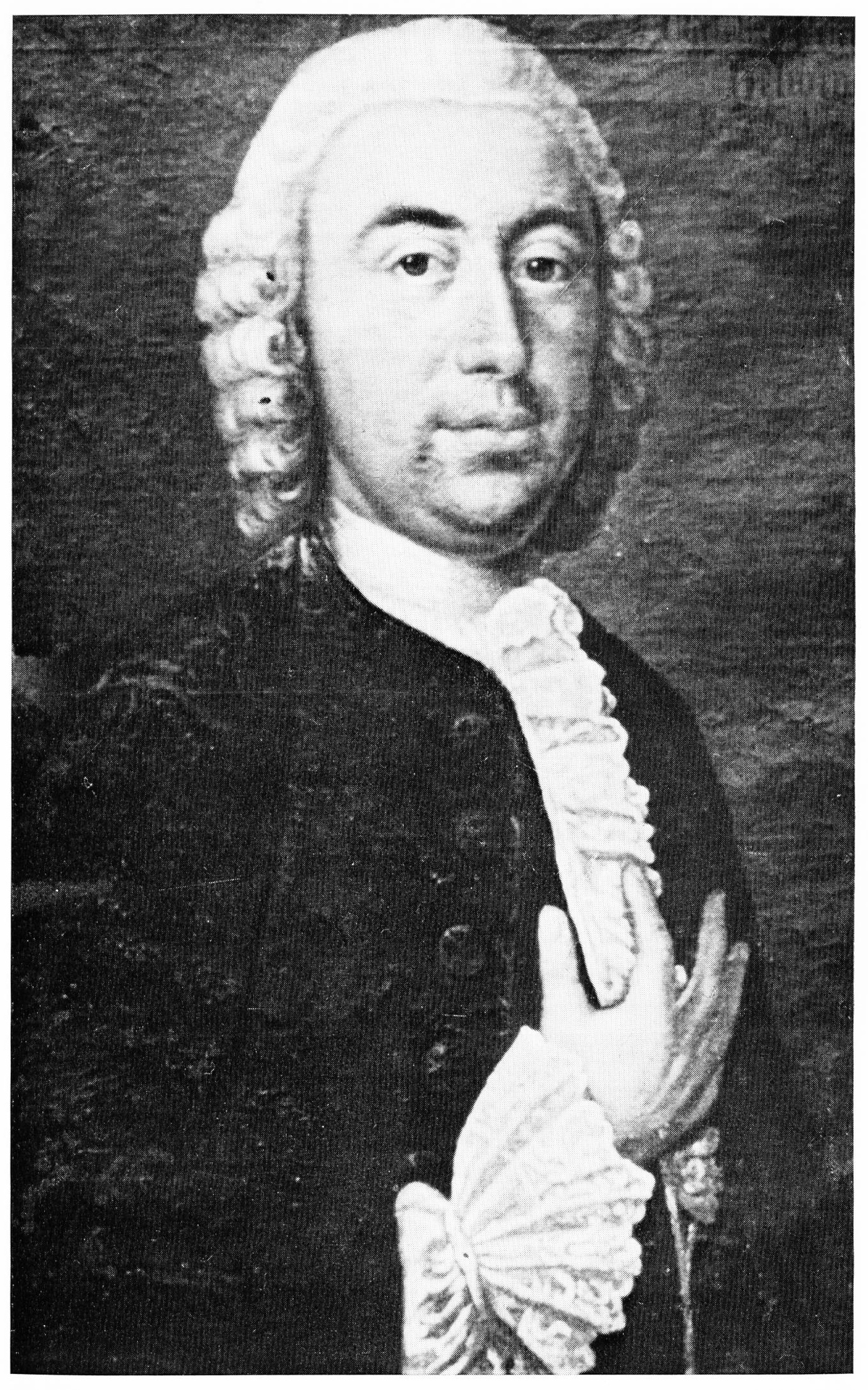
Helwing mit Spitze und Perücke;
nach einem Gemälde von unbekannter Hand

Christian Friedrich Helwing (geboren 19. Januar 1725 in Köslin (Hinterpommern); gestorben 2. Januar 1800) war ein deutscher Buchhändler, Verleger, Gymnasialdirektor, fürstlicher Rat und Lemgoer Bürgermeister.

## Leben
Christian Friedrich Helwing war der Sohn eines Kösliner Brauers und Kaufmanns. Er besuchte die Schulen in seiner Heimatstadt und in Stolpe. 1743 floh er vor preußischen Werbern nach Halle (Saale). Hier studierte er drei Jahre bei Siegmund Jakob Baumgarten, Johann Georg Knapp und Johann David Michaelis Theologie und Philologie, Philosophie und schöne Literatur bei Georg Friedrich Meier sowie Geschichte bei Friedrich Wiedeburg. Danach wurde er Hauslehrer bei den Oertzen auf Blumenow und begleitete seinen Zögling nach Lemgo auf die dortige Schule. 1747 setzte er seine Studien in Halle fort und wurde ein Jahr darauf Korrektor in einer Buchdruckerei. 1747 wurde er zum Rektor des Lemgoer Gymnasiums berufen.

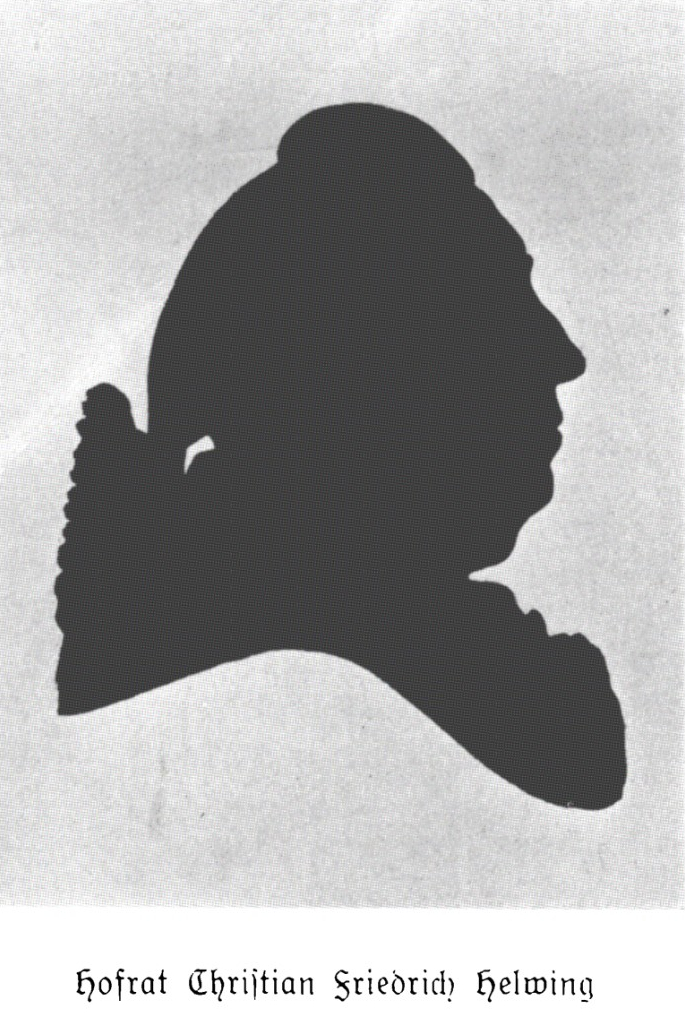
Helwing als Hofrat;
Schattenriss

1755 heiratete Helwing die einzige Tochter des Buchhändlers Johann Heinrich Meyer in Lemgo, Margarethe Elisabeth Meyer (1740–1805). Zwei Jahre später gab er sein Rektorat auf und übernahm den Verlag seines verstorbenen Schwiegervaters. Später kaufte er noch die Förstersche Buchhandlung zu Hannover und Pyrmont und legte auch in Duisburg eine Buchhandlung an. 1758 wurde Helwing zum Bürgermeister von Lemgo gewählt und später für seine Verdienste von seinem Landesherrn Simon-August von Lippe-Detmold zum Rat ernannt. Nach dessen Tode 1785 war er Mitvormund für die Landesregierung bis zum Regierungsantritt von Fürst Leopold im Jahre 1789.
Helwings Sohn Dietrich (* 25. März 1764 in Lemgo, † Dezember 1832 in Hannover), der seit 1807 mit Friederike Ramberg (1779–1846), einer Tochter von Johann Daniel Ramberg verheiratet war, führte das hannoversche Geschäft bis zu seinem Tode fort. Sein Sohn Friedrich Wilhelm Helwing war Fürstlich-Lippischer Regierungsdirektor und Berater der Fürstin Pauline.